# Literatura vietnamita
La literatura vietnamita és el corpus de les obres literàries escrites en llengua vietnamita.

## Història general
No s'ha conservat cap obra literària en vietnamita del temps del govern xinès sobre el país. La literatura feta per vietnamites dels temps premoderns resulta estar escrita en llengües sinítiques. La literatura en vietnamita és fonamentalment oral.
La literatura escrita presenta influència xinesa des de la conquesta xinesa del territori vietnamita. El sistema d'escriptura anterior a la independència aconseguida el segle X eren els caràcters xinesos. El sistema d'escriptura que es dissenyà després de la independència fou el Chu Nom, un sistema que permetia representar les idees i la fonètica vietnamita, al contrari que l'escriptura anterior. Al principi segle XX adoptaren el sistema d'escriptura llatina més senzill anomenat quoc-ngu proposada el 1651 pel jesuïta Alexandre de Rhodes. El quoc-ngu s'establí després de l'ús fet durant el segle xix i el segle xx, causant que augmentara la competència lectoescriptora al Vietnam i accelerà l'entrada d'idees occidentals fent que apareguera la novel·la a l'estil occidental i el relat curt.
La influència occidental, concretament francesa, a la literatura vietnamita va tindre lloc a finals del segle xix, pel govern colonial dels francesos. La conseqüència més important fou l'adopció del quoc-ngu i el desenvolupament de la pròpia llengua a nivell lèxic i de sintaxi.
Abans de finals del segle xix la literatura no va tindre un desenvolupament notable per la característica de tancament dels estats feudals. Açò ha fet que els historiadors de la literatura vietnamita han considerat tot aquest temps un sol període (anomenat període clàssic, medieval o feudal). La literatura medieval es caracteritza per una influència xinesa, la impersonalitat, el sincretisme (la consciència estètica no se separava de la moral) i la normativitat (un constant criteri antic per a valorar les obres artístiques).
Durant les primeres tres dècades del segle XX els autors s'entrenaven traduint obres del francès.
Amb el comunisme governant (des del setembre de 1949 fins al 1985) s'intentà controlar la literatura limitant-la al compliment de la teoria del realisme socialista. El 1985 va ocórrer el moviment literari de la Renovació, sent la culminació d'una transició iniciada el 1975.

## Budisme com a productor literari
Durant els segles x i xi, primers segles del Vietnam independent, els budistes Thien van produir una gran quantitat de literatura. Destaca la "col·lecció de biografies i pronunciaments en vers budistes titulat Thien uyen tap anh (literalment “Flors del Jardí de Thien")", el qual incloïa obres dels monjos Van Hanh, Man Giac, Vien Chieu, Vien Thong, Khong Lo i altres.
A finals del segle xiii la secta budista Truc Lam, declarada la religió oficial pel rei Tran Nhan Tong, fou la principal influència en la literatura vietnamita.
Amb el confucianisme guanyant importància a la ideologia dels governants, el budisme deixà de ser una influència notable passant la producció a mans de funcionaris i cortesans als segles XV i XVI. Destaquen els autors Nguyen Trai (segle XV) i Nguyen Binh Khiem (segle xvi).

## Poesia vietnamita
La tradició de poesia oral és nativa i més antiga que el propi vietnamita al propi territori. Probablement d'origen prehistòric situant-se a les oracions i a tot tardar abans del II Mil·lenni.
La poesia oral vietnamita ha tingut una gran influència sobre l'escriptura de ficció i encara avui en dia es canta. Mostra poques influències estrangeres. Els gèneres són:
- Ca dao (“balades folklòriques”): lírica cantada en primera persona.
- Ca tru ("cançons cerimonials"): narracions en tercera persona tradicionals del nord.
- Vong co (“ecos del passat”): tradicionals del sud.
- Proverbis Tuc-ngu ("paraules dels costums"): proverbis, amb relació amb l'altre gènere ca dao.

El chu-nom permeté el luc-bat: l'apariat amb una primera línia de sis síl·labes i huit en la segona. Aquest tipus d'estrofa és típic de la tradició oral.
Malgrat la influència xinesa els autors vietnamites intentaren donar originalitat a les seues obres. Així seguiren la tradició xinesa del lüshi (vers regulat), originat a la dinastia Tang.
La poetessa del segle xix Ho Xuan Huong utilitzà el lüshi amb jocs de paraules tonals (noi lai) creant poemes en vietnamita portant l'ús del lüshi al pinacle estètic.
Altres poetes crearen versos amb palíndroms que llegits de l'inici al final es llegien en vietnamita i al revés, en xinès. Destaca el virtuosisme de l'emperador Thieu Tri (segle xix).
A principis del segle xix aparegué l'obra més important de la literatura vietnamita: el poema Truyện Kiều (1815) de Nguyễn Du, la qual va ser la culminació del gènere dels relats en vers (truyện).
A finals del segle xix una corrent de poesia satírica i una de poesia política va aparèixer. Es caracteritzava per voler arribar a un públic gran pel que el llenguatge era més planer. Destaquen els autors Nguyễn Khuyến (1835-1909), Trần Tế Xương (1870-1907), Nguyễn Đình Chiểu, Phan Bội Châu (1867-1940) i Phan Chu Trinh.
A la dècada del 1920 destacà el poeta i periodista tradicionalista Tan Da.
Al final de la Guerra del Vietnam, el 1975, escriptors aconseguien fins i tot que foren llegits per occidentals. Entre els poetes destaca Nguyen Duy.
A les proximitats del segle XXI una segona generació d'escriptors va aparèixer. En la poesia se solia utilitzar el vers lliure.

## Narrativa d'estil occidental
A finals del segle xix i principis del segle xx van aparèixer formes de la prosa narrativa d'estil occidental: el primer relat (Truyen thay Lazaro Phien (1887) de Nguyen Trong Quan) i la primera novel·la (Hoang To Anh ham oan (1910) de Tran Chanh Chieu).
La literatura produïda durant el segle XX reflectia els esdeveniments històrics que tingueren lloc al llarg d'aquell segle. Els moviments literaris destacables foren: Tu Luc Van Doan (“Grup Literari Independent”) i Tho Moi (“Nova Poesia"). Ambdós rebutjaven els estils xinesos.
Amb l'arribada al poder dels comunistes es posà de moda el moviment del realisme socialista.
Al final de la Guerra del Vietnam, el 1975, escriptors aconseguien fins i tot que foren llegits per occidentals, sent la ficció en prosa la forma literària més activa. Destaquen les novel·les: Tieu thuyet vo de (1991) de Duong Thu, Than phan cua tinh yeu (1991) de Bao Ninh i Tuong ve huu (1988) de Nguyen Huy Thiep.
Una segona generació d'escriptors aparegué a les proximitats del segle XXI. La major part d'aquests vivien als Estats Units d'Amèrica (Nguyen Qui Duc amb l'obra Where the Ashes Are (1994); Andrew Lam, coeditor de Once upon a Dream: The Vietnamese-American Experience (1995); Monique Truong amb The Book of Salt (2003) i Le Thi Diem Thuy amb The Gangster We Are All Looking for (2003)). Aquesta generació tenia influències del simbolisme francès i el realisme socialista. Postmodernisme i el realisme màgic tenien presència. Els elements de l'estil tradicional no havien desaparegut totalment.